# Zajazd Angielski
Zajazd Angielski (malt. Berġa tal-Ingilterra, fr. Auberge d’Angleterre) – zajazd w Birgu na Malcie. Zbudowany około roku 1534 (wchłonąwszy wcześniejszy budynek) jako miejsce pobytu rycerzy Zakonu Świętego Jana z języka Anglii. Dziś mieści się w nim ośrodek zdrowia. Jest najlepiej zachowanym zajazdem Joannitów w Birgu.

## Historia
Auberge d’Angleterre wchłonęła wcześniejszy, parterowy dom, oryginalnie należący do Catheriny Abela. Budynek został sprzedany angielskiemu rycerzowi sir Clementowi Westowi w grudniu roku 1534, ten zaś podarował go w maju 1535 roku językowi Anglii. Został ustanowiony główną siedzibą langue Anglii, dobudowano również wtedy piętro.
Tył budowli stykał się z, teraz zburzonym, Zajazdem Niemieckim. Miał on też połączenie z domem sir Olivera Starkeya, sekretarza Wielkiego Mistrza Jeana de Valette i jednego z ostatnich angielskich rycerzy Zakonu.
Język Anglii został rozwiązany w połowie XVI wieku podczas angielskiej Reformacji, kiedy więc Zakon przeniósł w latach 1570. swoją stolicę do Valletty, nie zbudowano tam już nowego Zajazdu Angielskiego. Język został reaktywowany jako „Anglo-Bawarski” w roku 1782 i miał swoją siedzibę w byłym pałacu, który zaczął być znany jako Auberge de Bavière.
Budynek został, razem z innymi zajazdami w Birgu, wpisany na „Antiquities List of 1925”. Aż do czasów współczesnych w budynku zajazdu mieściła się biblioteka publiczna, znalazła tam również swoje miejsce pozarządowa organizacja „The Three Cities Foundation”. Aktualnie w zajeździe mieści się ośrodek zdrowia „Vittoriosa Health Centre”.
Budynek Zajazdu Angielskiego przetrwał do dziś nietknięty, jest najlepiej zachowanym zajazdem Zakonu w Birgu. 22 grudnia 2009 roku został zaliczony do zabytków narodowych 1. klasy, jest też umieszczony na liście National Inventory of the Cultural Property of the Maltese Islands.

## Architektura

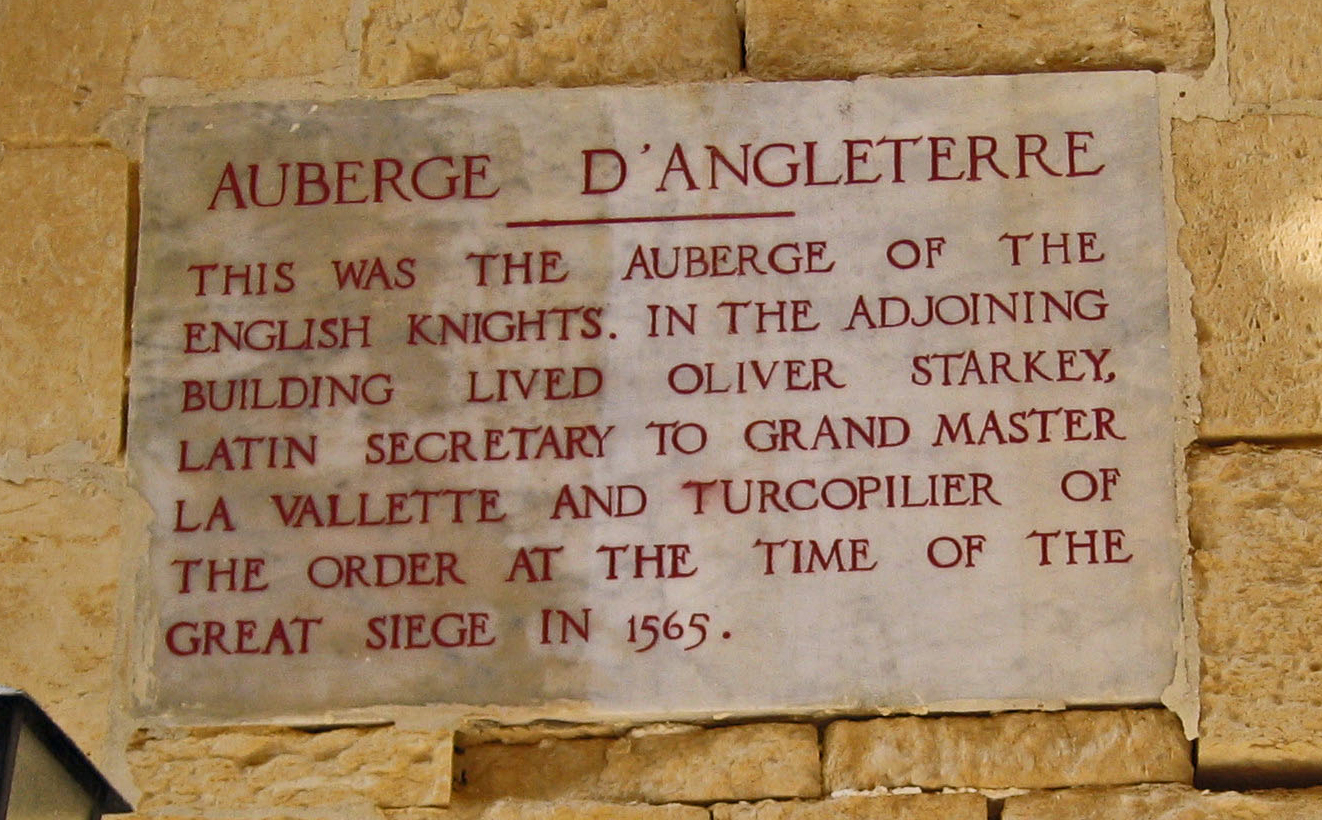
Tablica na budynku zajazdu

Zajazd Angielski zbudowany został w stylu maltańskim (Melitan), bazującym na tradycyjnej architekturze maltańskiej; ma podobny wygląd do Zajazdu Francuskiego. Jest to budowla o dwóch kondygnacjach, z pomieszczeniami zbudowanymi wokół centralnego dziedzińca. Główne komnaty (piano nobile) zajazdu znajdują się na pierwszym piętrze.
Budynek ma prostą fasadę z wejściem zwieńczonym okrągłym oknem oraz oknami po jego obu stronach. Na pierwszym piętrze nad wejściem dominuje otwarty balkon, również z oknami po obu stronach. Tak drzwi, jak i okna dekorowane są maltańską w stylu sztukaterią.